# Arroyo Ñañez
Der Arroyo Ñañez ist ein im Westen Uruguays gelegener Fluss.
Der zum Einzugsgebiet des Río Uruguay zählende Fluss entspringt auf dem Gebiet des Río Negro westlich der Stadt Young. Von dort verläuft er in südost-nordwestlicher Richtung bis zu seiner Mündung in den Arroyo Negro.
→ Siehe auch: Liste der Flüsse in Uruguay